# Vittaria sessilifrons
Vittaria sessilifrons är en kantbräkenväxtart som beskrevs av Miyam. och H.Ohba. Vittaria sessilifrons ingår i släktet Vittaria och familjen Pteridaceae. Inga underarter finns listade.